# 迪爾多夫山
85°48′S 162°34′W / 85.800°S 162.567°W
迪爾多夫山是南極洲的山峰，位於羅斯屬地，屬於毛德王后山脈的一部分，海拔高度2,380米，美國探險隊根據測量和空中照片將該山峰繪入地圖。